# Піна. Мрії що танцюють
«Піна. Мрії що танцюють» — У фільмі показаний експеримент німецької танцівниці і хореографа Піни Бауш, в якому відібрані школярі від 14 до 18 років без будь-якого акторського або танцювальної освіти та досвіду для участі у виставі "Kontakthof" і ми спостерігаємо за десятьма місяцями їх інтенсивної роботи.

## Зміст
Це дивовижна подорож у світ великої німецької танцівниці і хореографа Піни Бауш. Нам вдасться поспостерігати за її сміливим і незвичайним експериментом, для якого зі звичайних шкіл Вупперталя (місто, відоме своїм підвісним трамвайчиком, де Піна керувала своєю балетною трупою) відібрали 40 звичайних школярів від 14 до 18 без будь-якого акторського або танцювального досвіду. Щосуботи підлітки приходять на репетиції вистави-експерименту Kontakthof, де відбувається таємниче перевтілення звичайних людей в акторів театру Піни Бауш. Вони демонструють неймовірну мужність у виконанні цієї постановки, в якій танцювальний клас перетворюється на справжнє поле битви статей: ворожнеча, флірт, болісний і завжди заплутаний пошук кохання. До прем'єри їх чекають 10 непростих місяців роботи. За цей час юні танцюристи, ще такі сором'язливі й нерішучі, завмираючи від жаху, повинні подолати страх, заборони, невпевненість у собі, щоб зробити цей спектакль. Це шлях перетворення незграбних, але таких справжніх каченят у прекрасних лебедів, здатних на найвищі і сильні почуття.

## Знімальна група
- Оператор — Райнер Хоффманн